# Adis Bećiragić
Adis Bećiragić, également connu sous le nom d'Aziz Bekir, né le 18 juin 1970, à Sarajevo, en république fédérative socialiste de Yougoslavie, est un joueur et entraîneur de basket-ball bosnien. Il évolue durant sa carrière au poste de meneur.

## Palmarès
- Champion de Turquie 1998